# Aleksandra Česen
Aleksandra Česen (Velesovo, Eslovenia - 1987) es una (de las únicas dos) árbitra de fútbol eslovena internacional desde 2014.
Inició como jugadora del ŽNK Velesovo, pasó a ser entranadora de equipos juveniles para luego iniciar en el arbitraje.

## Partidos internacionales
A continuación se listan los partidos internacionales donde ha actuado como árbitra principal.

### Campeonato Europeo Femenino Sub-19 de la UEFA
| Campeonato Europeo Femenino Sub-19 de la UEFA | Campeonato Europeo Femenino Sub-19 de la UEFA | Campeonato Europeo Femenino Sub-19 de la UEFA | Campeonato Europeo Femenino Sub-19 de la UEFA | Campeonato Europeo Femenino Sub-19 de la UEFA | Campeonato Europeo Femenino Sub-19 de la UEFA | Campeonato Europeo Femenino Sub-19 de la UEFA | Campeonato Europeo Femenino Sub-19 de la UEFA |
| Fecha                                         | Partido                                       | Sede                                          | Fase                                          | Amonestado                                    | Otorgado · Otorgado otra vez · Expulsado      | Expulsado                                     | Anotado · Penal                               |
| --------------------------------------------- | --------------------------------------------- | --------------------------------------------- | --------------------------------------------- | --------------------------------------------- | --------------------------------------------- | --------------------------------------------- | --------------------------------------------- |
| 24 de octubre de 2017                         | Bulgaria 0 – 2 Bielorrusia                    | Albena                                        | Clasificación - Grupo 9                       | 4                                             | 0                                             | 0                                             | 0                                             |
| 18 de octubre de 2017                         | Suecia 7 – 0 Bulgaria                         | Albena                                        | Clasificación - Grupo 9                       | 0                                             | 0                                             | 0                                             | 0                                             |
| 15 de septiembre de 2014                      | Grecia 0 – 1 Irlanda del Norte                | Tammela                                       | Clasificación - Grupo 10                      | 0                                             | 0                                             | 0                                             | 0                                             |
| 13 de septiembre de 2014                      | Irlanda del Norte 8 – 0 Georgia               | Tammela                                       | Clasificación - Grupo 10                      | 5                                             | 0                                             | 0                                             | 1                                             |

### Campeonato Europeo Femenino Sub-17 de la UEFA
| Campeonato Europeo Femenino Sub-17 de la UEFA | Campeonato Europeo Femenino Sub-17 de la UEFA | Campeonato Europeo Femenino Sub-17 de la UEFA | Campeonato Europeo Femenino Sub-17 de la UEFA | Campeonato Europeo Femenino Sub-17 de la UEFA | Campeonato Europeo Femenino Sub-17 de la UEFA | Campeonato Europeo Femenino Sub-17 de la UEFA | Campeonato Europeo Femenino Sub-17 de la UEFA |
| Fecha                                         | Partido                                       | Sede                                          | Fase                                          | Amonestado                                    | Otorgado · Otorgado otra vez · Expulsado      | Expulsado                                     | Anotado · Penal                               |
| --------------------------------------------- | --------------------------------------------- | --------------------------------------------- | --------------------------------------------- | --------------------------------------------- | --------------------------------------------- | --------------------------------------------- | --------------------------------------------- |
| 10 de octubre de 2018                         | Polonia 3 – 0 Escocia                         | Malbork                                       | Clasificación - Grupo 3                       | 2                                             | 0                                             | 0                                             | 0                                             |
| 7 de octubre de 2018                          | Escocia 0 – 0 Eslovaquia                      | Malbork                                       | Clasificación - Grupo 4                       | 0                                             | 0                                             | 0                                             | 0                                             |
| 13 de octubre de 2016                         | Estonia 0 – 1 Azerbaiyán                      | Szombathely                                   | Clasificación - Grupo 3                       | 2                                             | 0                                             | 0                                             | 0                                             |
| 8 de octubre de 2016                          | Polonia 7 – 0 Estonia                         | Szombathely                                   | Clasificación - Grupo 3                       | 1                                             | 0                                             | 0                                             | 1                                             |
| 5 de marzo de 2016                            | Polonia 0 – 4 Noruega                         | Gjesdal                                       | Ronda Élite - Grupo 5                         | 3                                             | 0                                             | 0                                             | 0                                             |
| 3 de marzo de 2016                            | Noruega 6 – 0 Escocia                         | Gjesdal                                       | Ronda Élite - Grupo 5                         | 0                                             | 0                                             | 1                                             | 0                                             |
| 16 de octubre de 2015                         | Letonia 1 – 1 Kazajistán                      | Shymkent                                      | Clasificación - Grupo 2                       | 2                                             | 0                                             | 0                                             | 0                                             |
| 13 de octubre de 2015                         | Austria 1 – 0 Letonia                         | Shymkent                                      | Clasificación - Grupo 2                       | 1                                             | 0                                             | 0                                             | 0                                             |
| 18 de octubre de 2014                         | Macedonia del Norte 0 – 5 Turquía             | Skopje                                        | Clasificación - Grupo 8                       | 5                                             | 0                                             | 0                                             | 0                                             |
| 16 de octubre de 2014                         | Turquía 5 – 0 Kazajistán                      | Skopje                                        | Clasificación - Grupo 8                       | 4                                             | 1                                             | 0                                             | 1                                             |